# 阿尔诺·彼得斯

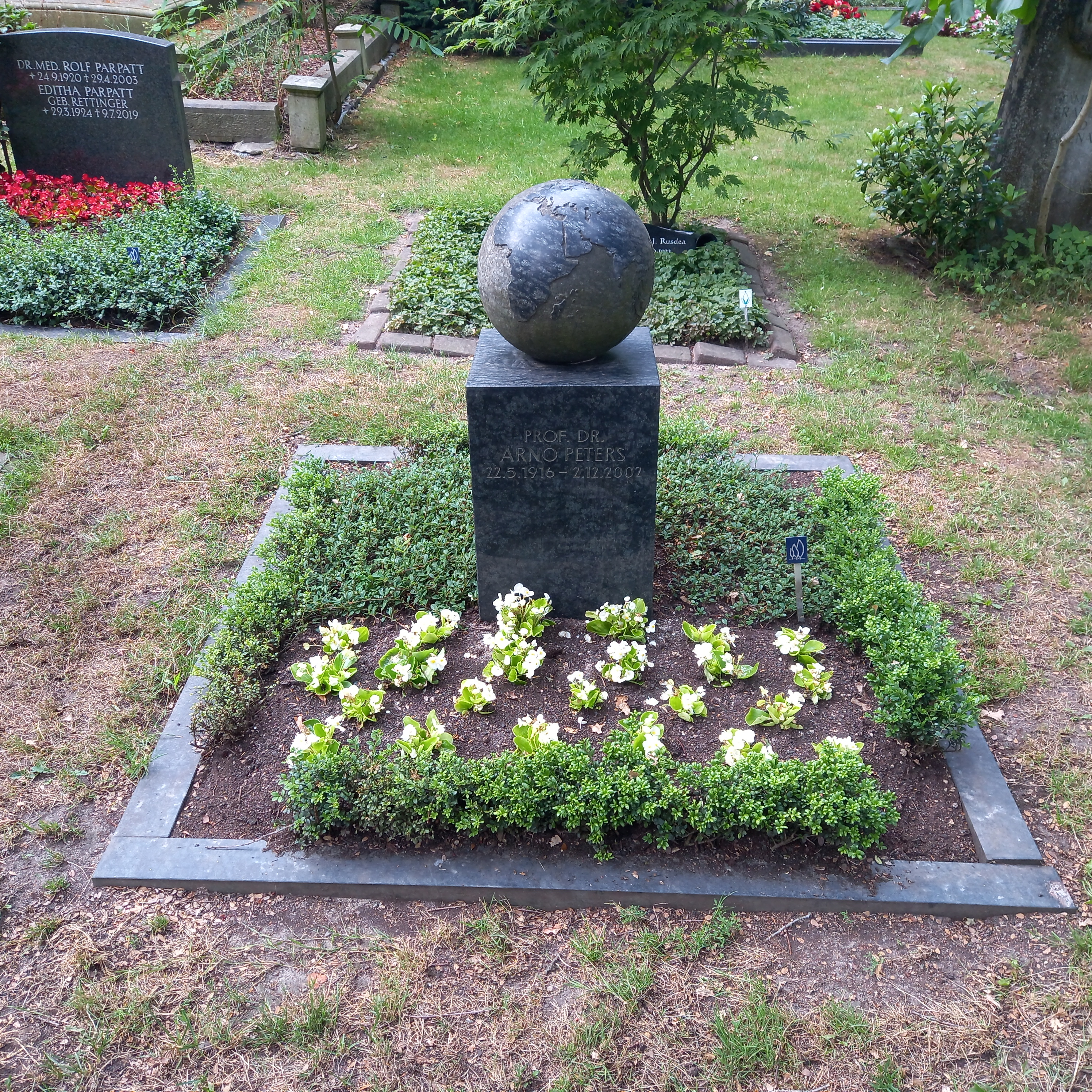
阿爾諾·彼得斯之墓

阿尔诺·彼得斯（Arno Peters ，1916年5月22日 - 2002年12月2日）是一位德国历史学家，高尔-彼得斯投影中的彼得斯指的就是阿尔诺·彼得斯。他根据高尔-彼得斯投影绘制了世界地图。